# 会仪镇
会仪镇，是中华人民共和国云南省昭通市绥江县下辖的一个乡镇级行政单位。

## 行政区划
会仪镇下辖以下地区：
会仪村、和平村、黄坪村和三渡村。